# Discografia de SID
A discografia de SID consiste em 10 álbuns de estúdio, 1 EP,  6 compilações e 41 singles (sendo 2 deles limitados). SID é uma banda de rock japonesa formada em 2003 por Mao, Shinji, Aki e Yūya. Estrearam em uma grande gravadora em 2008 e desde então lançaram diversas músicas tema de animes ou filmes.

## Álbuns de estúdio
| Título                                           | Lançamento              | Posição de pico nas paradas | Posição de pico nas paradas | Certificação da RIAJ |
| Título                                           | Lançamento              | Oricon                      | Billboard Japan             | Certificação da RIAJ |
| Danger Crue (indies)                             | Danger Crue (indies)    | Danger Crue (indies)        | Danger Crue (indies)        | Danger Crue (indies) |
| ------------------------------------------------ | ----------------------- | --------------------------- | --------------------------- | -------------------- |
| Renai (憐哀 -レンアイ-)                          | 22 de dezembro de 2004  | 44                          |                             | —                    |
| Hoshi no Miyako (星の都)                         | 16 de novembro de 2005  | 26                          |                             | —                    |
| Play                                             | 8 de novembro de 2006   | 9                           |                             | —                    |
| Sentimental Macchiato (センチメンタルマキアート) | 20 de fevereiro de 2008 | 8 Indies: 1                 |                             | —                    |
| Ki/oon Music                                     |                         |                             |                             |                      |
| Hikari                                           | 1 de julho de 2009      | 2                           |                             | Ouro                 |
| Dead Stock                                       | 23 de fevereiro de 2011 | 4                           |                             | Ouro                 |
| M&W                                              | 1 de agosto de 2012     | 3                           |                             | —                    |
| Outsider                                         | 12 de março de 2014     | 5                           |                             | —                    |
| Nomad                                            | 6 de setembro de 2017   | 4                           | 4                           | —                    |
| Shonin Yokkyu (承認欲求)                         | 4 de setembro de 2019   | 5                           | 5                           | —                    |
| Umibe (海辺)                                     | 23 de março de 2022     | 11                          | 13                          | —                    |

## EPs
| Título                                     | Lançamento             | Posição na Oricon |
| ------------------------------------------ | ---------------------- | ----------------- |
| Ichiban Suki na Basho (いちばん好きな場所) | 22 de agosto de 2018   | 8                 |
| Dark side                                  | 17 de setembro de 2025 | TBA               |

## Singles
| Ano          | Título                                                                                                | Posição nas paradas | Posição nas paradas     | Certificação da RIAJ                   | Álbum                     |
| Ano          | Título                                                                                                | Oricon              | Billboard Japan Hot 100 | Certificação da RIAJ                   | Álbum                     |
| Independente | Independente                                                                                          | Independente        | Independente            | Independente                           | Independente              |
| ------------ | --- | ------------------- | ----------------------- | -------------------------------------- | ------------------------- |
| 2003         | "Yoshikai Manabu 17sai (Mushoku)" (吉開学17歳 (無職) ) - Lançamento: 22 de dezembro                   | —                   | —                       | —                                      | Não faz parte de um álbum |
| 2005         | "Sweet?" - Lançamento: 12 de outubro                                                                  | 23                  | —                       | —                                      | Hoshi no Miyako           |
| 2006         | "Hosoi Koe" (ホソイコエ) - Lançamento: 8 de fevereiro                                                 | 18                  | —                       | —                                      | Play                      |
| 2006         | "Chapter 1" - Lançamento: 14 de junho                                                                 | 10                  | —                       | —                                      | Play                      |
| 2006         | "Otegami" (御手紙) - Lançamento: 16 de agosto                                                         | 9                   | —                       | —                                      | Play                      |
| 2007         | "smile" - Lançamento: 4 de abril                                                                      | 11                  | —                       | —                                      | Sentimental Macchiato     |
| 2007         | "Natsukoi" (夏恋) - Lançamento: 11 de julho                                                           | 10                  | —                       | —                                      | Sentimental Macchiato     |
| 2007         | "Mitsuyubi" (蜜指~ミツユビ~) - Lançamento: 26 de setembro                                             | 5 Indies: 1         | —                       | —                                      | Sentimental Macchiato     |
| 2007         | "Namida no Ondo" (涙の温度) - Lançamento: 5 de dezembro                                               | 4 Indies: 1         |                         | —                                      | Sentimental Macchiato     |
| Ki/oon Music | |                     |                         |                                        |                           |
| 2008         | "Monochrome no Kiss" (モノクロのキス) - Lançamento: 29 de outubro - Tema de Kuroshitsuji              | 4                   | —                       | - Platina                              | Hikari                    |
| 2009         | "2°C Me no Kanojo" (2℃目の彼女, Nidome no Kanojo) - Lançamento: 14 de janeiro                         | 3                   | —                       | - Ouro                                 | Hikari                    |
| 2009         | "Uso" (嘘) - Lançamento: 29 de abril - Tema de Fullmetal Alchemist                                    | 2                   | 94                      | - 2× Platina (digital) - Ouro (físico) | Hikari                    |
| 2009         | "one way" - Lançamento: 11 de novembro                                                                | 3                   | 5                       | —                                      | Dead Stock                |
| 2010         | "sleep" - Lançamento: 3 de março                                                                      | 2                   | 4                       | —                                      | Dead Stock                |
| 2010         | "Rain" (レイン) - Lançamento: 2 de junho - Tema de Fullmetal Alchemist                                | 2                   | 1                       | - Platina                              | Dead Stock                |
| 2010         | "Cosmetic" - Lançamento: 29 de setembro                                                               | 3                   | 5                       | —                                      | Dead Stock                |
| 2010         | "Ranbu no Melody" (乱舞のメロディ) - Lançamento: 1 de dezembro - Tema de Bleach                       | 5                   | 9                       | - Ouro                                 | Dead Stock                |
| 2011         | "Itsuka" (いつか) - Lançamento: 28 de setembro                                                        | 2                   | 3                       | —                                      | M&W                       |
| 2011         | "Fuyu no Bench" (冬のベンチ ) - Lançamento: 28 de dezembro                                            | 6                   | 43                      | —                                      | M&W                       |
| 2012         | "Nokoriga" (残り香) - Lançamento: 2 de maio                                                           | 5                   | 11                      | —                                      | M&W                       |
| 2012         | "S" - Lançamento: 9 de maio - Tema de Sadako 3D                                                       | 4                   | 4                       | —                                      | M&W                       |
| 2012         | "V.I.P" - Lançamento: 21 de novembro - Tema de Magi                                                   | 4                   | 7                       | - Ouro                                 | Outsider                  |
| 2012         | "Koi ni Ochite" (恋におちて) - Lançamento: 10 de abril                                                | 4                   | —                       | —                                      | Outsider                  |
| 2013         | "Sa-Ma-La-Va" (サマラバ) - Lançamento: 24 de julho                                                    | 7                   | 15                      | —                                      | Outsider                  |
| 2013         | "Anniversary" - Lançamento: 6 de novembro - Tema de Magi                                              | 6                   | 18                      | —                                      | Outsider                  |
| 2014         | "hug" - Lançamento: 12 de fevereiro                                                                   | 6                   | 21                      | —                                      | Outsider                  |
| 2014         | "Enamel" - Lançamento: 27 de agosto - Tema de Kuroshitsuji: Book of Circus                            | 7                   | 5                       | —                                      | Não faz parte de um álbum |
| 2014         | "White tree" - Lançamento: 10 de dezembro                                                             | 7                   | 13                      | —                                      | Não faz parte de um álbum |
| 2015         | "Hyoryu" (漂流) - Lançamento: 25 de novembro                                                          | 16                  | —                       | —                                      | Não faz parte de um álbum |
| 2017         | "Glass no Hitomi" (硝子の瞳) - Lançamento: 18 de janeiro - Tema de Kuroshitsuji: Book of the Atlantic | 5                   | 18                      | —                                      | Nomad                     |
| 2017         | "Butterfly Effect" (バタフライエフェクト) - Lançamento: 10 de maio                                    | 13                  | 65                      | —                                      | Nomad                     |
| 2017         | "Rasen no Yume" (螺旋のユメ) - Lançamento: 2 de agosto - Tema de Shoukoku no Altair                   | 18                  | 83                      | —                                      | Nomad                     |
| 2020         | "Delete" - Lançamento: 4 de março - Tema de Nanatsu no Taizai                                         | 25                  | —                       | —                                      | Não faz parte de um álbum |
| 2020         | "Hokiboshi" (ほうき星) - Lançamento: 23 de dezembro                                                   | 29                  | —                       | —                                      | Não faz parte de um álbum |
| 2021         | "Star Forest" - Lançamento: 15 de maio                                                                | 15                  | —                       | —                                      | Não faz parte de um álbum |
| 2024         | "Omokage" (面影) - Lançamento: 20 de março - Tema de Heaven Official's Blessing                       | 18                  | —                       | —                                      | Não faz parte de um álbum |
| 2024         | "Shokuzai" (贖罪) - Lançamento: 29 de maio - Tema de Kuroshitsuji: Public School Arc                  | 29                  | —                       | —                                      | Não faz parte de um álbum |

Outros singles
| Título                              | Lançamento            | Notas |
| ----------------------------------- | --------------------- | --- |
| "Kaijou-ban" (会場盤)               | 28 de março de 2004   | Vendido exclusivamente em um show nesta data. As faixas são "Watashi wa Ame" e "Ao", regravadas para o álbum Renai.   |
| "Tsūhan-ban" (通販盤)               | 4 de abril de 2004    | Segunda versão do single anterior, desta vez vendida através de pedidos por correio.                                  |
| "Ryūtsū-ban" (流通盤)               | 6 de junho de 2004    | Terceira versão com uma faixa bônus, "Neurosis Party". 110° na Oricon.                                                |
| "Sono Mirai e" (その未来へ)         | 10 de março de 2019   | Vendido exclusivamente no show Sid 15th Anniversary Grand Final at Yokohama Arena. Incluído em Ichiban Suki na Basho. |
| "Jiu no Kuchizuke" (慈雨のくちづけ) | 18 de julho de 2021   | Lançado somente de forma digital. Tema de abertura de Heaven Official's Blessing.                                     |
| "Soyo Kaze" (微風)                  | 6 de dezembro de 2023 | Lançado somente de forma digital.                                                                                     |

## Compilações
| Título                            | Lançamento            | Posição na Oricon |
| --------------------------------- | --------------------- | ----------------- |
| Side B complete collection~e.B~   | 13 de agosto de 2008  | 10 Indies: 2      |
| Sid 10th Anniversary Best         | 16 de janeiro de 2013 | 1                 |
| Side B complete collection~e.B 2~ | 21 de agosto de 2013  | 6                 |
| Side B complete collection~e.B 3~ | 21 de agosto de 2013  | 7                 |
| Sid All Singles Best              | 13 de janeiro de 2016 | 6                 |
| SID Anime Best 2008-2017          | 4 de abril de 2018    | 19                |

## Vídeos e álbuns ao vivo
Somente os presentes na lista da Oricon.
| Título | Lançamento              | Posição na Oricon |
| --- | ----------------------- | ----------------- |
| paint pops | 20 de julho de 2007     | 32                |
| SIDNAD vol.1 ~film of "play"~                                                                                  | 7 de julho de 2007      | 14                |
| SIDNAD vol.2 ~CLIPS ONE~                                                                                       | 14 de maio de 2008      | 7                 |
| SIDNAD Vol.3~TOUR 2008 Sentimental Macchiato~                                                                  | 15 de outubro de 2008   | 5                 |
| SIDNAD Vol.4 ~TOUR 2009 hikari                                                                                 | 10 de fevereiro de 2010 | 3                 |
| SIDNAD Vol.5 ~CLIPS TWO~                                                                                       | 28 de julho de 2010     | 7                 |
| SIDNAD Vol.6 ~LIVE 2010~                                                                                       | 16 de março de 2011     | 3                 |
| SIDNAD Vol.7 ~dead stock TOUR 2011~                                                                            | 5 de outubro de 2011    | 2                 |
| SIDNAD Vol.8 ~TOUR 2012 M&W~                                                                                   | 6 de março de 2013      | 7                 |
| SIDNAD Vol.9 ~YOKOHAMA STADIUM~                                                                                | 11 de dezembro de 2013  | 2                 |
| SIDNAD Vol.10 ~CLIPS THREE~                                                                                    | 9 de abril de 2014      | 9                 |
| SID 10th Anniversary TOUR 2013                                                                                 | 3 de setembro de 2014   | 2                 |
| SID TOUR 2014 OUTSIDER                                                                                         | 18 de março de 2015     | 13                |
| SID Nippon Budokan 2017 "Yofuke to Ame to/Yoake to Kimi to" (SID 日本武道館 2017「夜更けと雨と/夜明けと君と」) | 27 de dezembro de 2017  | 19                |
| SID TOUR 2017「NOMAD」                                                                                         | 25 de julho de 2018     | 28                |
| Sid 15th Anniversary Grand Final at Yokohama Arena                                                             | 24 de julho de 2019     | 18                |

## Participações
Trilhas sonoras
- Kuroshitsuji Complete Sound BLACK BOX (26 de agosto de 2009)
- Fullmetal Alchemist Final Best (28 de julho de 2010)
- Bleach Best Trax (25 de abril de 2012)
- Sadako 3D (31 de outubro de 2013)

Álbuns de tributo
- Luna Sea Memorial Cover Album, "Wish" (19 de dezembro de 2007)[14]
- Fuck the Border Line, "Yasashii Higeki" (9 de fevereiro de 2011)[15]
- All Time Super Guest, "Justy" (17 de agosto de 2011)
- L'Arc~en~Ciel Tribute, "Shout at the Devil" (13 de junho de 2012)
- Tribute of Mucc -en-, "Akatsuki Yami" (11 de novembro de 2017)[16]
- Parade III ~Respective Tracks of Buck-Tick~, "Jupiter" (29 de janeiro de 2020)[17]
- Granrodeo Tribute Album "RODEO FREAK", "Infinite Love" (13 de maio de 2020)

## Outros
- "Ash" de LiSA (2020), como produtor